# Enicospilus dispilus
Enicospilus dispilus är en stekelart som beskrevs av Perkins 1902. Enicospilus dispilus ingår i släktet Enicospilus och familjen brokparasitsteklar. Inga underarter finns listade i Catalogue of Life.